# Tripogon spicatus
Tripogon spicatus är en gräsart som först beskrevs av Christian Gottfried Daniel Nees von Esenbeck, och fick sitt nu gällande namn av Erik Leonard Ekman. Tripogon spicatus ingår i släktet Tripogon och familjen gräs. Inga underarter finns listade i Catalogue of Life.